# Dòlar guyanès
El dòlar de Guyana (en anglès Guyanese dollar o, simplement, dollar) és la moneda oficial de Guyana. Normalment s'abreuja $, o G$ per diferenciar-lo del dòlar dels Estats Units i d'altres tipus de dòlars. El codi ISO 4217 és GYD. Se subdivideix en 100 cents, fracció que des dels anys 90 ja no s'utilitza a causa de la inflació.
El dòlar de Guyana fou establert el 1966 arran de la independència del país, en substitució del dòlar de les Índies Occidentals Britàniques en termes de paritat 1 = 1.
Emès pel Banc de Guyana (Bank of Guyana), actualment en circulen monedes d'1, 5 i 10 dòlars (aquesta darrera de forma heptagonal, a diferència de les altres dues, circulars), i bitllets de 20, 100, 500 i 1.000 dòlars.

## Taxes de canvi
- 1 EUR = 245,14 GYD (6 d'abril del 2006)
- 1 USD = 199,25 GYD (6 d'abril del 2006)